# San Miguel del Valle
San Miguel del Valle község Spanyolországban,  Zamora tartományban.  Lakosainak száma 119 fő (2024).

## Népesség
A település népessége az utóbbi években az alábbiak szerint változott:
| Lakosok száma | 224  | 214  | 198  | 192  | 174  | 163  | 139  | 140  | 119  | 119  |
|               | 2001 | 2004 | 2007 | 2009 | 2012 | 2014 | 2017 | 2019 | 2022 | 2024 |